# بزغاله (روستا)
بزقالا یک منطقهٔ مسکونی در ایران است که در دهستان چالدران شمالی واقع شده‌است. بزقالا ۱۱۶ نفر جمعیت دارد.